# 和田奈美佳
和田 奈美佳（わだ なみか、1987年5月17日 - ）は、日本のフリーアナウンサーである。三桂所属。２０２２年に独立し会社を設立。その他にも、城西国際大学メディア学部講師、健康管理士認定講師として講演活動を行っている。

## 来歴
出生地は新潟県、出身地は東京都。
富士見中学高等学校卒業（2006年）、東京音楽大学音楽学部声楽専攻卒業（2010年）、東京音楽大学大学院音楽研究科独唱研究領域修士課程修了（2012年）。
中学校・高等学校時代はダンス部に所属。大学在学中の2009年に船村徹作曲の楽曲を歌う為の学内オーディションの後、CDデビューを果たす。その後、大学紹介のナレーションの仕事の依頼を受けた際に「歌や踊りではなく言葉で表現することの難しさや楽しさ」を知り、声楽を学びながら喋る仕事を志す。
大学院在学中の2010年から三桂に所属。見学の為、事務所の先輩タケ小山がDJを務める『GREEN JACKET』（InterFM、局名は当時）のスタジオに行った際に急遽出演することになり同年12月18日にラジオ初出演、その後2011年6月25日までアシスタントとして出演した。
テレビ初出演・初レギュラーは同年4月14日の『野球好きニュース』（J SPORTS）、梅田淳と共にキャスターを務め、主に第2週以降の木曜日を担当した。翌シーズンも出演し、解説者と組んでのキャスター及びナレーターとして参加した。
2012年3月11日に開催された『第14回万里の長城杯国際音楽コンクール』において、声楽部門で入選を果たす。
同年4月から神奈川県の広報番組である『カナフルTV』（テレビ神奈川）にレポーターとして参加。
香港へ移住することになった雨宮朋絵の降板に伴い、千葉市の広報番組である『BAY MORNING GLORY』（bayfm）のDJを同年10月7日より務める、これは自身がメインとなる初のラジオ番組となった。
かつて出演していた『GREEN JACKET』に月１回ながら2013年5月11日から復帰。また同年7月20日には渡英中のタケ小山に代わりMCを務め、以後複数回に渡り同番組の代理MCをしている。
ゴルフ関連のテレビ初レギュラーは『ゴルファーズ倶楽部FRONT9』（ゴルフネットワーク）で、同年9月から皆藤慎太郎のアシスタントを務める。
『BAY MORNING GLORY』の企画で2014年3月15日のプロ野球オープン戦「千葉ロッテマリーンズ 対 オリックス・バファローズ」戦（QVCマリンフィールド、呼称は当時）において自身初となる始球式のピッチャーを務め、「キャッチャーまでノーバウンドで届かせる」という目標であったが達成できなかった。この模様は当日試合中継をしていたFOXスポーツ＆エンターテイメントにより、全国に放送された。この時の罰ゲームとして千葉ロッテマリーンズのチアリーディングチーム『Mスプラッシュ』に同年6月27日のプロ野球公式戦同カード（同球場）で1日入団した。
2015年に『テレビ朝日野球女子ナビゲーター』として『世界野球プレミア12』のレポーターを務めた。
2016年3月15日には自身2度目の始球式のピッチャーをイースタンリーグ開幕戦「千葉ロッテマリーンズ 対 北海道日本ハムファイターズ」戦（ロッテ浦和球場）で行ったが、この時もノーバウンド投球とはならなかった。
スポナビライブで横浜DeNAベイスターズ戦の実況を担当する事になり、2017年2月25日のファーム練習試合「横浜DeNAベイスターズ 対 ネクセン・ヒーローズ」戦（宜野湾市立野球場）でデビュー。公式戦初実況は同年4月14日の「横浜DeNAベイスターズ 対 東京ヤクルトスワローズ」4回戦（横浜スタジアム）となった。
同年3月26日に4年半出演していた『BAY MORNING GLORY』を卒業、事務所の後輩神田れいみにバトンタッチした。
2018年4月より城西国際大学メディア学部で兼任講師（アナウンス・実況）を務める。
同年5月のAbemaTVツアー『HEIWA・PGM Challenge I ～Road to CHAMPIONSHIP』においてスターターデビュー、6月同ツアー『ISPS HANDA 萌える闘魂!! チャレンジカップ』においてゴルフ実況デビューを果たす。
とちぎテレビで同年10月から2019年３月まで放送されたゴルフ番組『Let's ゴルっち!』で田中雄介のアシスタントを務めた。

## 人物
- 下記のメディアの他、日本成人病予防協会認定講師（健康管理能力検定1級、健康管理士一般指導員）として講演や講習を行っている[32]。
- 奈美佳という名前は「菜の花が美しく香る頃に生まれたから、なみか」になったが、字画が悪かったため「菜」も「香」も別の字になった[33]。
- 野球に興味を持ち、野球の仕事をやりたいと思ったきっかけは2009年のWBC（ワールドベースボールクラシック）をテレビ観戦した事による[22]。
- 元々埼玉西武ライオンズファンで自身のブログにも頻繁にライオンズの話題を掲載していたが[34]、『野球好きニュース』を担当するようになってからは様々な球団の話題をブログに掲載している[35]。
- 初めて始球式を務めた際、球審の「前から投げますか？」という問いに対し「18.44mから投げます」と答えてプレート付近から投げたが、球は届かなかった[19]。
- 『野球好きニュース』で共演した小倉星羅とは仲が良く、自身のブログに度々登場している[36]。
- 「劇団四季に入りたい」という夢があったので声楽を勉強していた[37]。
- 2023年に結婚し、同年１２月第一子を出産。

## レギュラー

### テレビ
- 韓国女子プロゴルフツアー中継（スカイA）- MC[38]
- ゴルフ☆ロード（BS日テレ、スカイA） - ナレーター、レポーター（2019年4月7日 - ）[39]
- 2019新ルール動画・正しく覚える新ルール（ゴルフネットワーク）（2019年5月1日 - ）[40][41]
- AbemaTVツアー（男子ゴルフ下部ツアー）
- 田中秀道のビッグステップゴルフ（スカイA）
- ステップアップツアー　レポーター（スカイA）
- 「ME-BYO 未病で変わる未来」（tvk特別番組）

### ラジオ
- GREEN JACKET（InterFM897、第2土曜日6:30頃） - スポーツのツボ担当[42]

## 過去のレギュラー

### テレビ
※インターネット番組もこの節に含める
- 野球好きニュース（J SPORTS） - キャスター、ナレーター（2011年 - 2012年）[1]
- カナフルTV（テレビ神奈川） - レポーター、プレゼンター（2012年4月 - 2016年3月）[12][43]
- ゴルファーズ倶楽部FRONT9（ゴルフネットワーク） - アシスタント（2013年9月 - 2018年3月）[17]
- GNレコメンド（ゴルフネットワーク） - ナビゲーター（2015年2月 - 2017年5月）[44]
- 超ゴルフ塾～プロをやっつけろ（テレビ朝日チャンネル） - MC（2016年4月 - 2018年3月）[45]
- スポナビLIVE NEWS（スポナビライブ） - アシスタント（2016年8月 - 2017年3月）[46][47]
- ぶちまけ！スポーツトークライブ（スポナビライブ） - MC (2017年4月 - 2017年6月)[48][49]
- Let's ゴルっち!（とちぎテレビ、ゴルフネットワーク、TOKYO MX2） - アシスタント(2018年10月2日 - 2019年3月26日)[31]

### ラジオ
- GREEN JACKET（InterFM897） - アシスタント（2010年12月25日 - 2011年6月25日）[7][8]
- BAY MORNING GLORY（bayfm） - DJ（2012年10月7日 - 2017年3月26日）[12][26]

### プロ野球実況
- スポナビライブ（横浜DeNAベイスターズ主催試合）2017年シーズン
  - 2月25日 - 対 ネクセンヒーローズ（ファーム練習試合：宜野湾市立球場）※実況デビュー[24]
  - 4月14日 - 対 東京ヤクルトスワローズ4回戦※公式戦実況デビュー[25]
  - 5月12日 - 対 阪神タイガース5回戦[50]
  - 6月27日 - 対 広島東洋カープ10回戦[51]
  - 7月21日 - 対 読売ジャイアンツ13回戦[52]
  - 8月4日 - 対 広島東洋カープ15回戦[53]
  - 8月11日 - 対 阪神タイガース15回戦[54]
  - 9月1日 - 対 読売ジャイアンツ21回戦[55]
  - 10月3日 - 対中日ドラゴンズ24回戦[56]

※球場の記載がない場合は横浜スタジアムの試合

### 雑誌
- 週刊ベースボール別冊「白球男子 Sellection」（ベースボール・マガジン社） - 連載（vol.1 - vol.9）[57][58]

## 単発出演等

### テレビ
※インターネット番組もこの節に含める
- なるほどホームドクター（BS-TBS） - レポーター[59]
  - ＃4 2012年7月29日
  - ＃10 2012年9月9日
- ヒットの復習（テレビ東京）2012年11月19日 - レポーター[60]
- あなたが選ぶNHK杯フィギュア名場面（NHKBS1、NHK総合）2012年11月18日（NHK総合は2012年11月22日深夜） - MC[61]
- ヒットの秘密（テレビ東京）2013年4月28日 - レポーター[62]
- 関口宏の風に吹かれて（BS-TBS） - ゲスト[63]
  - 2013年7月2日#38「勝どき橋から日本橋へ 東京水路の風2」前編
  - 2013年7月9日#39「勝どき橋から日本橋へ 東京水路の風2」後編
- ヒットリサーチ（BS-TBS） - ヒットリサーチキャスター[64]
  - #14-#17 2013年7月7日 - 7月28日
  - #20 2013年8月25日 - この回のみコーナーレポーター
  - 新春スペシャル 2014年1月5日
  - #39-#42 2014年1月5日 - 1月26日
- ITのチカラで変わる世界～最新パソコンで訪れる未来～（BS-TBS）2014年1月25日 - MC[65]
- 月曜ミステリーシアター「隠蔽捜査」（TBS） 第10話 2014年3月17日[66][67]
- 未来への歩き方2014～暮らしの中のIT最新事情～（BS-TBS）2014年12月27日 - MC[68]
- プロ野球 天国と地獄 ～元ドラフト1位の激動人生～ （テレビ朝日）2015年3月7日 - 再現VTRに出演[69][70]
- J:テレスタイル（J:COM）2015年6月15日[71]
- テレビ朝日野球女子ナビゲーター（2015年8月 - 11月）[22]
- news every.（日本テレビ） - レポーター
  - 2015年11月26日[72]
  - 2016年1月18日[73]
  - 2016年1月19日[74]
- 大相撲中継（スポナビライブ）2016年9月19日（9月場所9日目） - ゲスト[75]
- プレ男レッスン（ゴルフネットワーク）2016年11月 - 12月[76]
- 感動!大相撲がっぷり総見（BSフジ） - レポーター
  - 2017年3月4日[77]
  - 2017年5月6日[78]
- 満足!トレンドナビ（BS-TBS） - キャスター[79]
  - 2018年1月20日 ＃119
  - 2018年5月26日 ＃131
  - 2018年9月8日 #142
  - 2019年1月26日 #155
- 横浜消防出初式2018（テレビ神奈川）2018年1月28日 - レポーター[80]
- この東京の片隅に「東京のイメージ」（独立メディア塾）2018年3月配信 - 進行役[81]
- 人工知能が未来を変える！AI大解剖スペシャル（BS-TBS） - レポーター[82]
  - 2018年3月29日
  - 2018年3月31日
- 第19回全国高校女子硬式野球選抜大会（毎日新聞社・MBSネット配信）2018年4月2日・4月3日 - 実況[83][84]
- AbemaTVツアー（AbemaTV） - 実況[30]
  - 2018年6月6日 - 6月8日「ISPS HANDA 燃える闘魂!! チャレンジカップ」
  - 2018年10月4日 - 10月6日「石川遼 everyone PROJECT Challenge」
  - 2018年10月17日 - 10月19日「太平洋クラブチャレンジトーナメント」
  - 2019年4月5日 - 4月7日「Novil Cup」
  - 2019年5月15日 - 5月17日「HEIWA・PGM Challenge I ～Road to CHAMPIONSHIP」
  - 2019年5月29日 - 05月31日「太平洋クラブチャレンジトーナメント」
  - 2019年6月19日 - 06月21日「南秋田カントリークラブみちのくチャレンジトーナメント」
  - 2019年8月1日 - 8月3日「TIチャレンジ in 東条の森」
  - 2019年9月11日 - 9月13日「ディライトワークスASPチャレンジ」
  - 2019年10月9日 - 10月11日「石川遼 everyone PROJECT Challenge」
  - 2019年10月23日 - 10月25日「JGTO Novil FINAL」  」

- 第100回全国高等学校野球選手権記念大会 東千葉・西千葉大会 （千葉テレビ）- ZOZOマリンスタジアム応援席レポーター[85][86]
  - 東千葉 準決勝 第１試合「木更津総合VS東海大市原望洋」 - 2018年7月23日
  - 西千葉 準決勝 第１試合「習志野VS中央学院」 - 2018年7月24日
  - 東千葉 決勝「木更津総合VS成田」 - 2018年7月25日
  - 西千葉 決勝「中央学院VS東京学館浦安」 - 2018年7月26日
- チェンジメーカー２ 暮らしを変えろ！愛知流モノづくり（BSジャパン）2018年8月19日 - レポーター[87]
- 明治神宮例祭奉祝第77回全日本力士選士権大会大相撲幕内トーナメント（BS-TBS）2018年10月1日 - レポーター[88]
- プロゴルファーが案内人 ゴルフ＆グルメ天国宮崎の旅（GOLFNetTV）2018年10月配信[89]
- ゴルフ新発見！ユナイテッド航空で行く アメリカバージニア州の旅（GOLFNetTV）2018年12月配信[90]
- ゴルファーの夢叶えます!（ゴルフネットワーク）2018年12月8日 - アシスタント[91]
- MY ME - BYO LIFE ～ココロもカラダも軽やかに～（テレビ神奈川）2018年12月30日 - リポーター[92]
- 稲村亜美のゴルフ情報番組「ゴルフスイッチ！」（ゴルフネットワーク）2019年2月18日 - リポーター[93]
- マイナビネクストゴルフツアー「第8戦Sky Thank you Cup」（GOLFNetTV）2019年10月21日 - 実況[94]
- きっと見つかる志望校!神奈川公立高校マニュアル決定版!（テレビ神奈川）2020年7月5日 - MC[95]

### ラジオ
- 中西哲生のクロノス（TOKYOFM） - 代理アシスタント
  - 2015年11月2日 - 11月3日[96]
  - 2017年11月6日[97]
- GREEN JACKET（InterFM897）[98]
  - 代理MC
  - the HOUSE presents Enjoy Golf Lifeコーナー進行役
- GOGOMONZ（NacK5） - 代理アシスタント[99]
  - 2019年5月14日
  - 2019年5月21日
  - 2019年5月22日
  - 2019年5月28日
  - 2019年6月4日
  - 2020年11月24日

### CM
- PGM - ゴルフネットワークのみで放映[1]
- ベスト学院 - 東北地方のみで放映[1]
- GOLF5 - インフォマーシャル(2018年)[100]

### その他
- 走裕介チャリティーコンサート（2010年10月15日：練馬文化センター大ホール） - ゲスト出演[101]
- 全日本大学野球選手権大会 - レポーター、ヒーローインタビュー
  - 第60回記念大会（2011年）[102]
  - 第61回大会（2012年）[103]
- 北澤豪プロデュースチャリティフットサル大会 （2015年：MIFA Football Park、2016年 - ：国立代々木競技場フットサルコート）- MC
  - 2015年10月8日[104]
  - 2016年9月26日
  - 2017年9月19日[105]
  - 2018年10月2日
  - 2019年9月3日
- 毎日新聞障がい者スポーツフォーラム（日本体育大学東京世田谷キャンパス記念講堂） - MC
  - 2015年12月6日[106]
  - 2016年12月4日[107]
- 第4回おんきょう音楽コンテスト（2016年3月20日：京葉銀行文化プラザ音楽ホール） - ゲスト[108]
- 音楽と童話のクリスマス（東京ウィメンズプラザホール）- 朗読
  - 2016年12月18日[109]
  - 2017年12月10日[110]
- A.L.E.14 （2017年4月 - ：恵比寿アクトスクエア） - MC[111]
- シブヤ×バスケ（2017年10月9日、渋谷キャスト）MC[112]